# فرقة المتطوعين الصربية الأولى

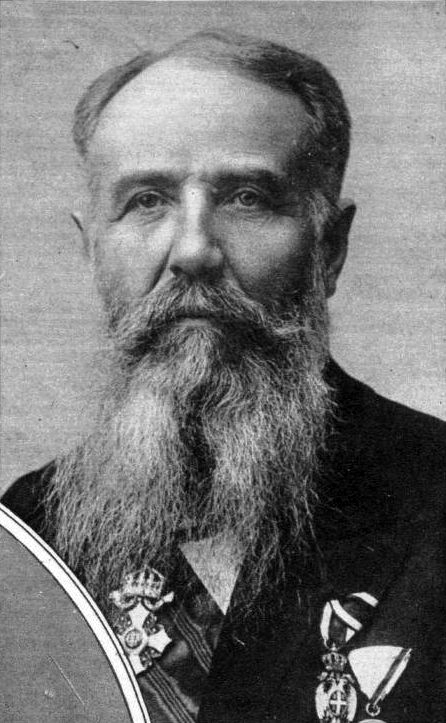
نيكولا باشيتش، منشأ فرقة المتطوعين الصربية الأولى، تم تقليده بميداليات مختلفة.

فرقة المتطوعين الصربية الأولى (والمعروفة أيضًا باسم الفرقة الصربية الأولى وأول فرقة متطوعين صربية) قوة عسكرية أنشأها في عام 1916 شخصية سياسية يدعى نيكولا باشيتش وزملاؤه في مدينة أوديسا. تالفت في المقام الأول من مختلف الشعوب الصربية، وكثير منهم أسرى حرب سابقون. أحتلت موقعًا مهمًا بشكل خاص في تاريخ الحرب العالمية الأولى بسبب تداخلها بين الأعراق المختلفة، بما في ذلك البوسنيين والتشيك والسلوفاك، فضلاً عن دورها في معارضة القوى المركزية بعد أن عانى الجيش الصربي الرسمي في ذلك الوقت من نكسة هائلة.  

## ميراث
لعبت بالتأكيد دورًا في عمليات القتال الحاسم على الجبهة الشرقية، أصبحت مآثر كل الانقسامات الصربية تتضخم لأغراض الدعاية من قبل القوميين. عند العودة إلى الوراء، فإن التوترات داخل وخارج ساحة المعركة التي كانت قائمة، ليس فقط فيما يتعلق بالتراث العرقي ولكن تتعلق بالطبقة الاقتصادية والأيديولوجية السياسية، حتى في الوقت الذي واجه فيه المقاتلون عدوًا مشتركًا في القوى الوسطى، كان هناك صراعات في دولة يوغوسلافيا المستقبلية. 

## نصب تذكاري

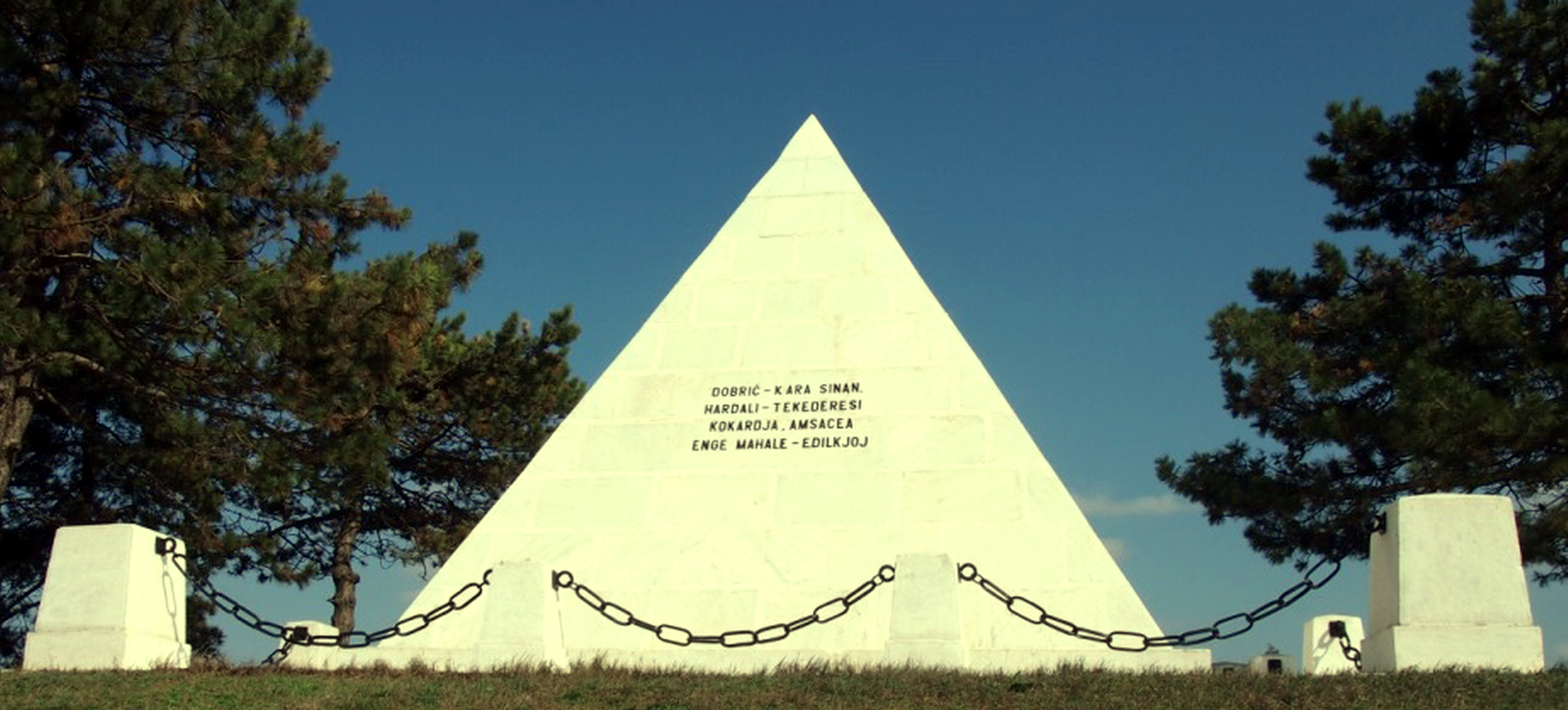
نصب فرقة المتطوعين الصرب الأولى في ميدجديا